# Сонячний мох

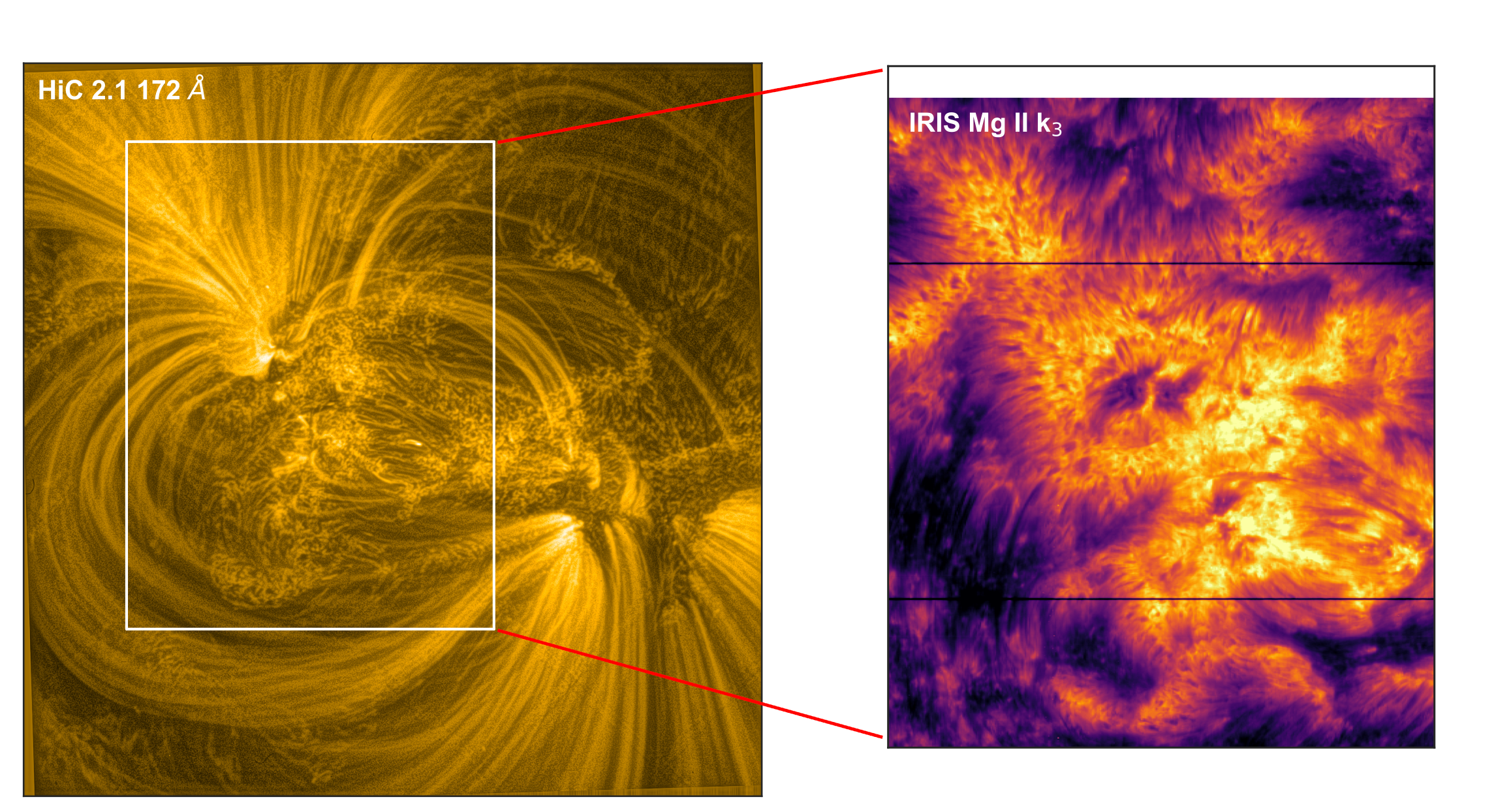
Сонячний мох, знятий за допомогою High Resolution Coronal Imager

Сонячний мох — особливість атмосфери Сонця, яка виглядає як яскраві плями в екстремальному ультрафіолетовому світлі у формі губки, що виникають на висоті 1500-5000 км над видимою поверхнею Сонця біля основи гарячих корональних петель в активних регіонах. Сонячний мох вперше виявив 1999 року американський космічний апарат TRACE.
Сонячний мох складається з гарячої плазми, яка випромінює надзвичайно сильне ультрафіолетове випромінювання. Його характерна губчаста структура походить від взаємодії між цією гарячою плазмою та холоднішими струменями, що піднімаються з сонячної хромосфери. Сонячний мох з'являється плямами розміром 10-20 тис. миль, зазвичай біля підніжжя корональних петель високого тиску в активних областях. Хоча структура сонячного моху зазвичай зберігаються протягом десятків годин, вона може утворюватися та швидко поширюватися після сонячних спалахів.
Спільні дослідження американської космічної місії IRIS та суборбітальної ракети High Resolution Coronal Imager показали, що нагрівання сонячного моху, ймовірно, є результатом розпаду струмових шарів, спричиненого переплетінням магнітного поля.